# Проституция в Тайланд
Проституцията в Тайланд е забранена със закон, но в действителност публичните домове и закупуването на жени с цел сексуална експлоатация, особено в индустрията за секс туризъм биват толерирани и функционират. Секс туризмът в Тайланд осигурява около 7 % от БВП на страната.
Според полицията и здравното министерство през 2010 година, в Тайланд практикуват между 150 000 и 300 000 женски и 30 000 мъжки проститутки. Това число обаче се оспорва от някои неправителствени организации, според които, включвайки огромния процент от секс работници, които работят part-time или на случайни начала, броят им достига милион.